# Jefe de Gobierno de Tokelau
El jefe de gobierno de Tokelau (Ulu-o-Tokelau) es el cargo del jefe de gobierno del territorio dependiente de Tokelau dentro de Nueva Zelanda. Este puesto se rota anualmente entre los tres faipule (líderes) que representan a los tres atolones de Tokelau.

## Lista de jefes de gobierno de Tokelau
| Incumbente      | Período               | Período               |
| Incumbente      | Asumió                | Culminó               |
| --------------- | --------------------- | --------------------- |
| Kuresa Nasau    | 1992                  | Febrero de 1993       |
| Salesio Lui     | Febrero de 1993       | Febrero de 1994       |
| Peniuto Semisi  | Febrero de 1994       | Febrero de 1995       |
| Kuresa Nasau    | Febrero de 1995       | Febrero de 1996       |
| Pio Tuia        | Febrero de 1996       | Febrero de 1997       |
| Falima Teao     | Febrero de 1997       | Febrero de 1998       |
| Kuresa Nasau    | Febrero de 1998       | Febrero de 1999       |
| Pio Tuia        | Febrero de 1999       | Febrero de 2000       |
| Kolouei O'Brien | Febrero de 2000       | Febrero de 2001       |
| Kuresa Nasau    | Febrero de 2001       | Febrero de 2002       |
| Pio Tuia        | Febrero de 2002       | Febrero de 2003       |
| Kolouei O'Brien | Febrero de 2003       | Febrero de 2004       |
| Patuki Isaako   | Febrero de 2004       | Febrero de 2005       |
| Pio Tuia        | Febrero de 2005       | 17 de febrero de 2006 |
| Kolouei O'Brien | 17 de febrero de 2006 | Febrero de 2007       |
| Kuresa Nasau    | Febrero de 2007       | Febrero de 2008       |
| Pio Tuia        | Febrero de 2008       | 21 de febrero de 2009 |
| Foua Toloa      | 21 de febrero de 2009 | 22 de marzo de 2010   |
| Kuresa Nasau    | 22 de marzo de 2010   | 11 de marzo de 2011   |
| Foua Toloa      | 11 de marzo de 2011   | Presente              |